# 縉庭山

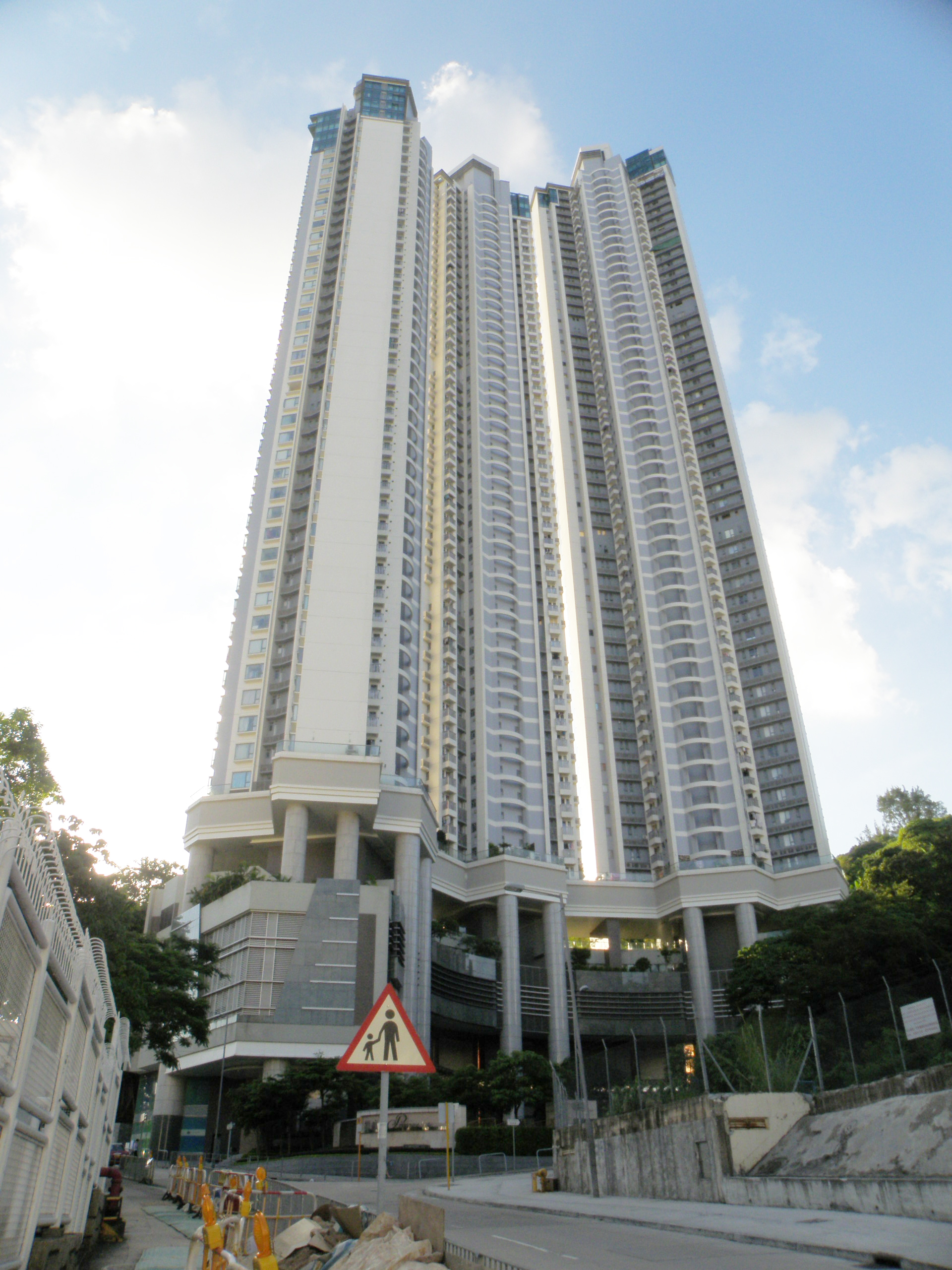
縉庭山東面及基座

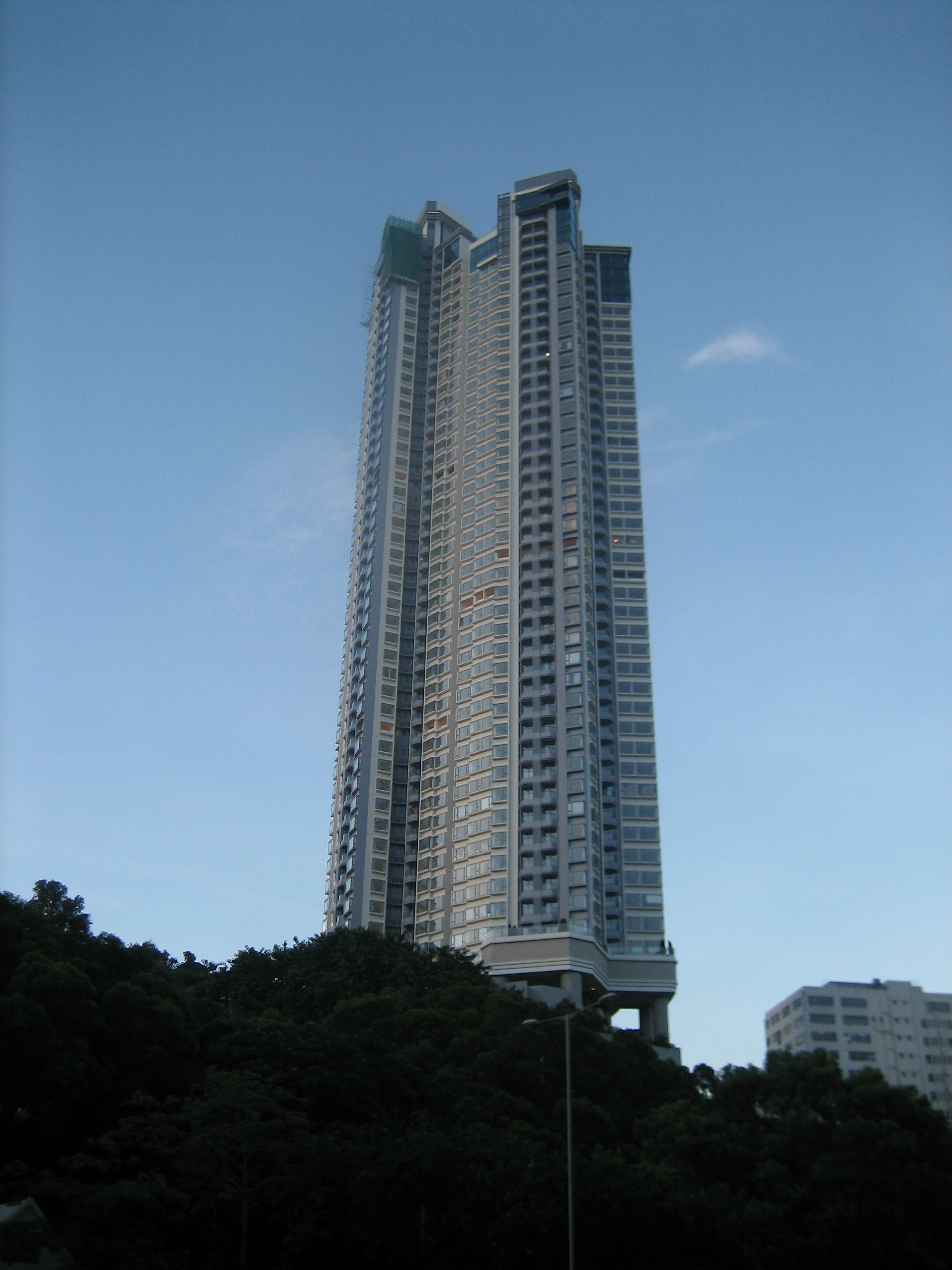
2010年8月的縉庭山，当时刚刚开始入伙

縉庭山（英語：Primrose Hill）是位於香港新界荃灣區大窩口國瑞路168號的一個小型私人屋苑，鄰近物業有昇柏山，其餘附近一帶為村屋和工業區，共設3座住宅（於基層上），由嘉里建設發展，於2010年8月1日落成啟用。

## 歷史
縉庭山前身為「中南工業大廈」（國瑞路152至160號）及官地，及後於2002年，嘉里建設以1.2億元購入其工業大廈，其後至2003年城規會批准與旁邊官地合併發展，該工廈及九巴車廠地皮於2004年拆卸後，發展商於2005年-2006年間以10.08億元補地價開始興建住宅項目，並於2008年易名為「縉庭山」。

## 簡介
物業面向城門谷公園和國瑞路公園，遠眺大帽山郊野公園，但由於位處工業區，故發展商的開售呎價只為$4,800起。而3座物業建於6層高的基層上，3座物業均層數不同（第一座共42層；第二座共46層；第三座共51層），但物業分別共52、62及68樓（不設4、7、13、14、24、34、40、42、44、54、64樓）。
基層中，地下及地下一層為商舖，一至三樓為停車場，共有116個車位，而三至六樓則為會所，其設施包括運動場、游泳池、燒烤區、宴會廳等。
而3座物業八樓以上為住宅，一梯為四或六伙，共548個單位，單位約介乎280-1200平方呎。另外第一座設有一層為隔火層，及第二座及第三座設有兩層。

## 附近地標
- 鹹田村
- 海壩新村
- 葵涌邨
- 國瑞路公園
- 昇柏山